# Elisa Durán
Elisa Antonia Durán Barrera (Calama, Antofagasta; 6 de enero de 2002) es una futbolista chilena. Juega de centrocampista y su equipo actual es el Colo-Colo de la Primera División de fútbol femenino de Chile. Es internacional absoluta con la selección de Chile.

## Trayectoria

### Colo-Colo
Elisa consiguió el título de la categoría sub-17 con Colo-Colo en 2017 y 2018, donde en ambas finales marcó goles.
Ya en 2019 en el primer equipo, anotó un gol al clásico rival, la Universidad de Chile, el 16 de marzo fue victoria por 3-2 para las albitas.

## Selección nacional
Fue seleccionada para jugar por la selección de Chile sub-17 en el Campeonato Sudamericano Femenino Sub-17 de 2018.
Participó con la selección sub-20 en los Juegos Suramericanos de 2022. 
Elisa fue seleccionada por la selección de Chile para jugar en la Copa Mundial Femenina de 2019 en Francia.

## Clubes
ref.
| Club      | País  | Año             |
| --------- | ----- | --------------- |
| Colo-Colo | Chile | 2019 - Presente |